# 蓮野インターチェンジ
蓮野インターチェンジ（はすのインターチェンジ）は、新潟県北蒲原郡聖籠町にある国道7号新新バイパスのインターチェンジ。

## 接続する道路
- 新潟県道204号島見新発田線
- 国道113号（聖籠町東港・胎内市方面）※IC北側・蓮野交差点で接続

この蓮野ICから村上市以北方面の相互間は、国道7号（新発田バイパス・中条黒川バイパス等）を経由するよりも、蓮野ICから国道113号・国道345号の海沿いのルートを経由した方が所要時間が短い場合がある。特に国道7号の新発田市内の区間は交通量が多い上に信号が多く、渋滞が発生する可能性があるため。ただし、この国道113号経由の海沿いルートは道幅がやや狭隘で、防砂林の間を走行するため見通しが良くない。

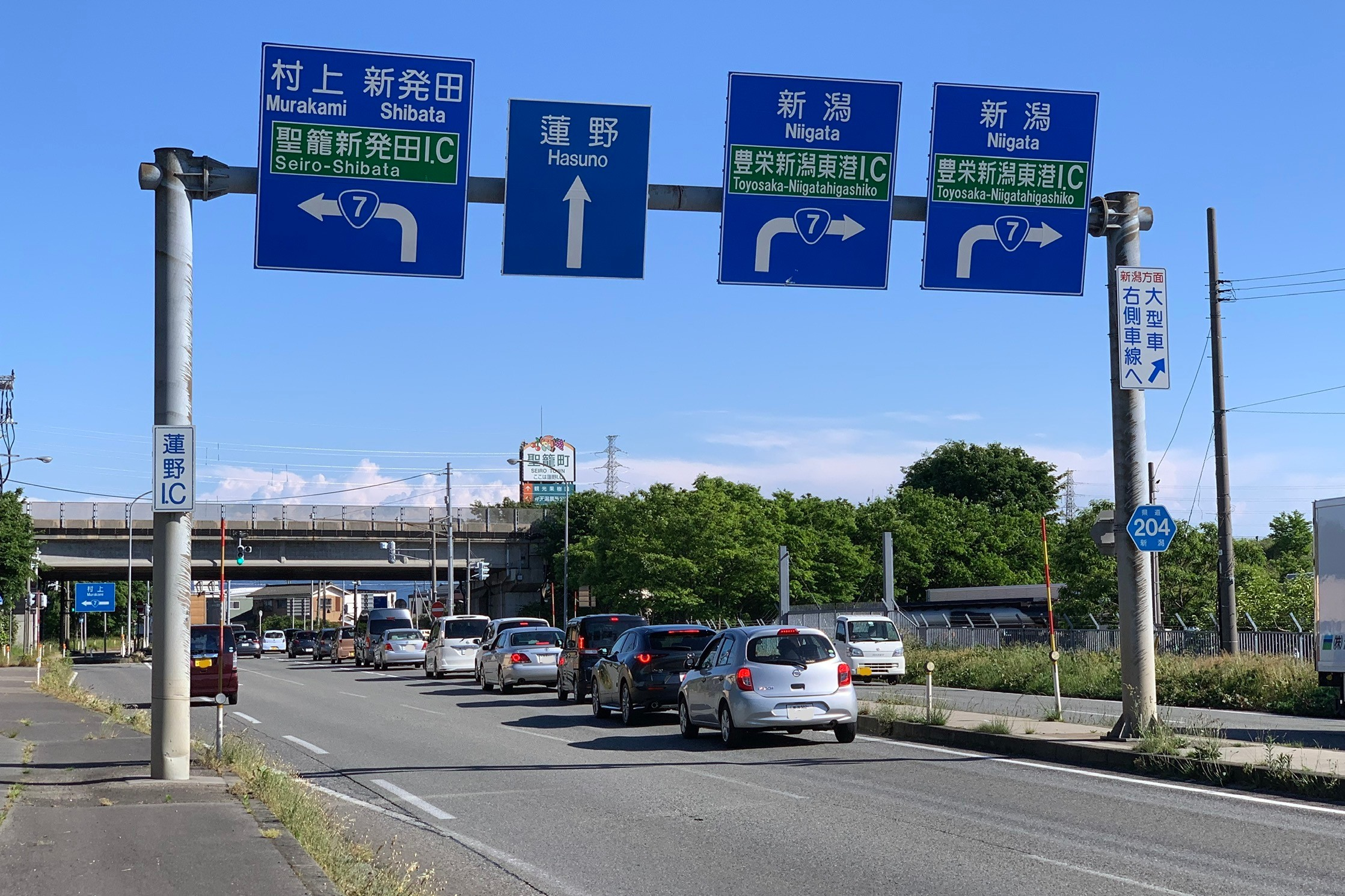
接続する県道から見たIC（2020年5月）
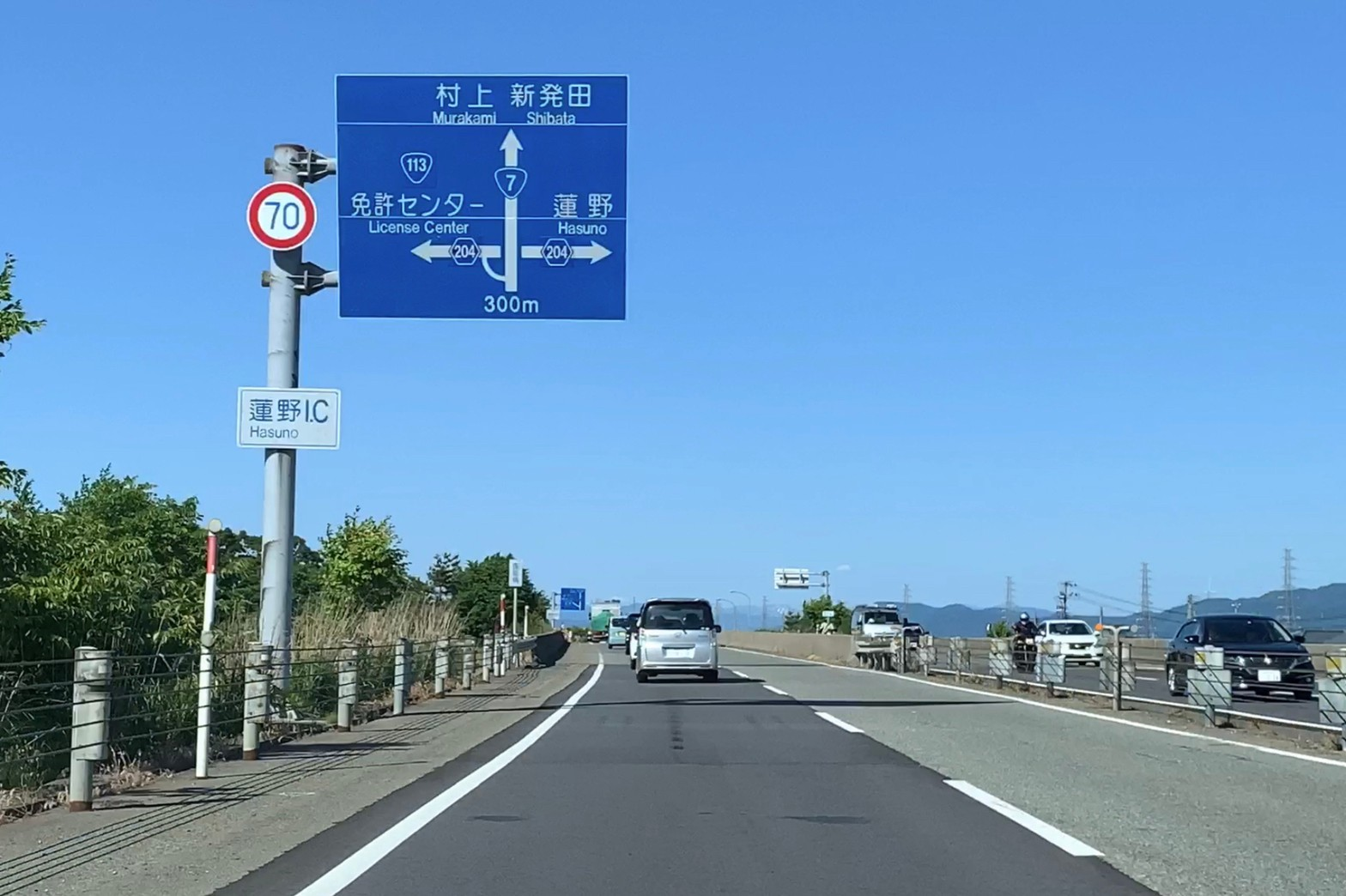
東行本線上のIC案内標識（2020年5月）
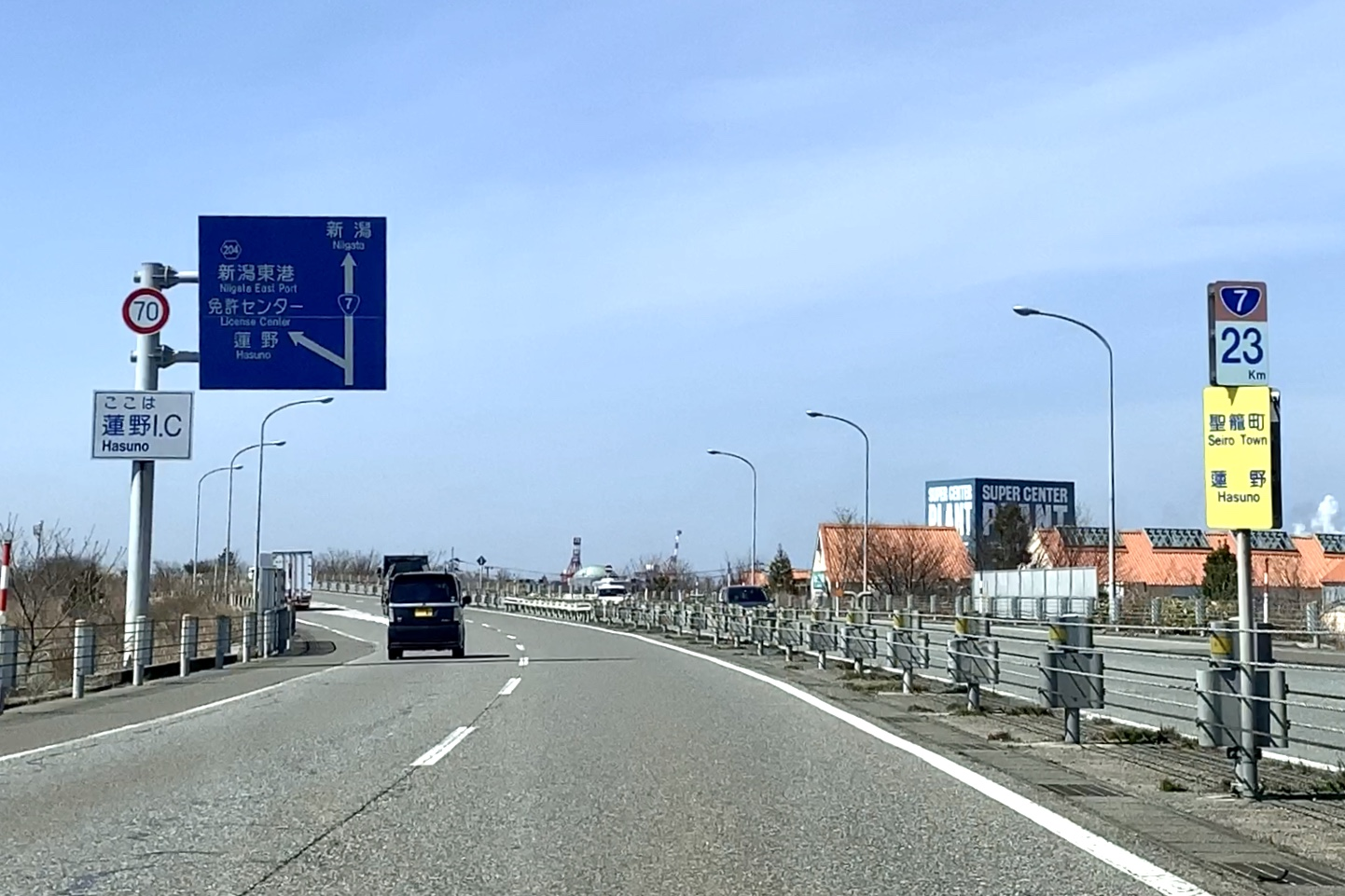
西行本線からの出口ランプ付近（2020年3月）

## 周辺

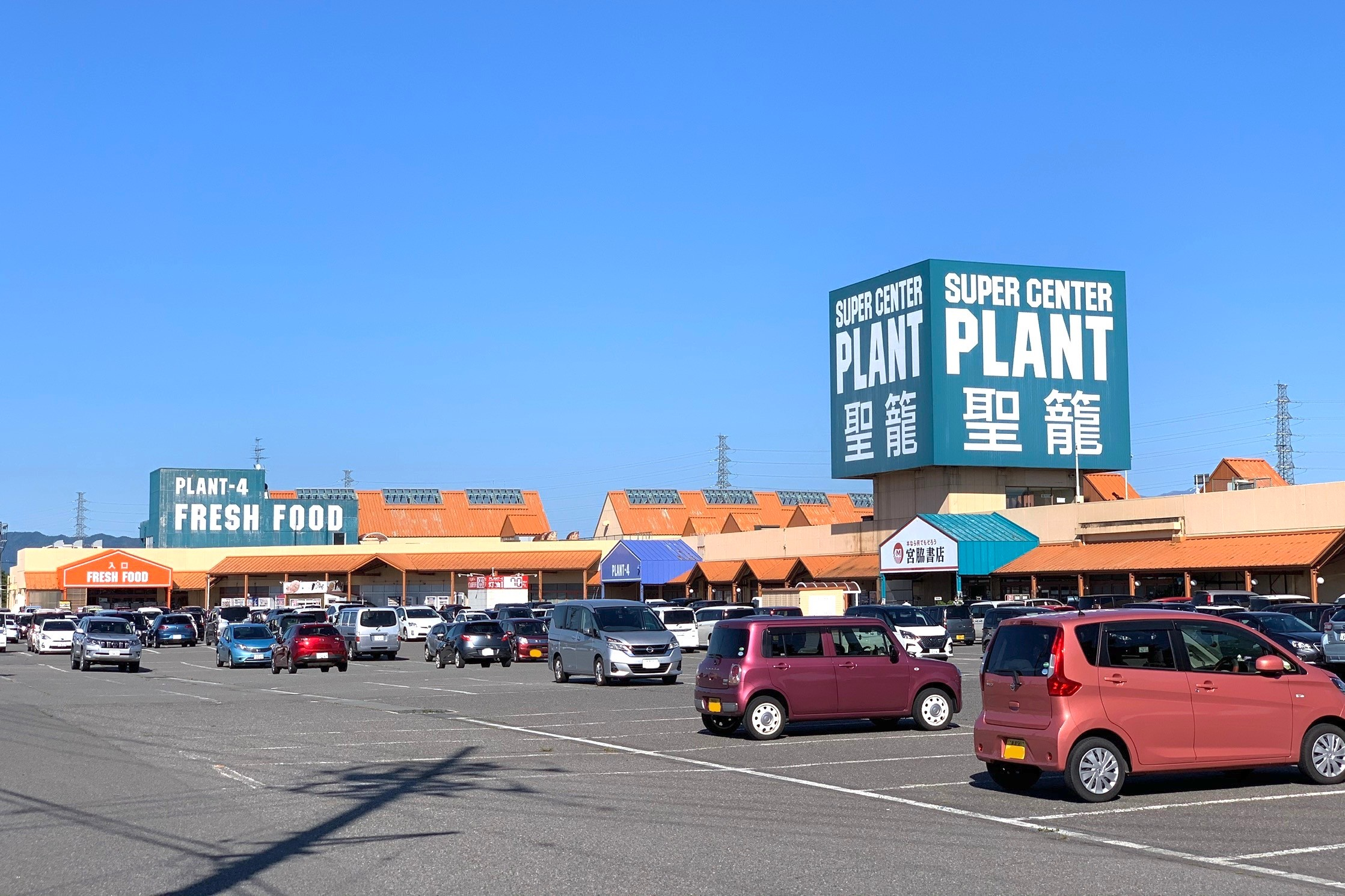
PLANT-4 聖籠店（2020年5月）
旧・ラパーク聖籠

- 新潟県警察 運転免許センター
- PLANT-4 聖籠店
- 新潟東港
- 東新潟火力発電所

## 隣
国道7号新新バイパス
大夫興野IC - 蓮野IC - 聖籠IC